# Список футбольных стадионов Швейцарии
Ниже приведён список футбольных стадионов Швейцарии, упорядоченный по вместимости. Используются данные по максимальной вместимости, а не только по количеству сидячих мест. В настоящий список включены все стадионы вместимостью 4000 и более мест. Те, что выделены жирным шрифтом, относятся к сезону швейцарской Суперлиги 2020/2021 годов.

## Стадионы

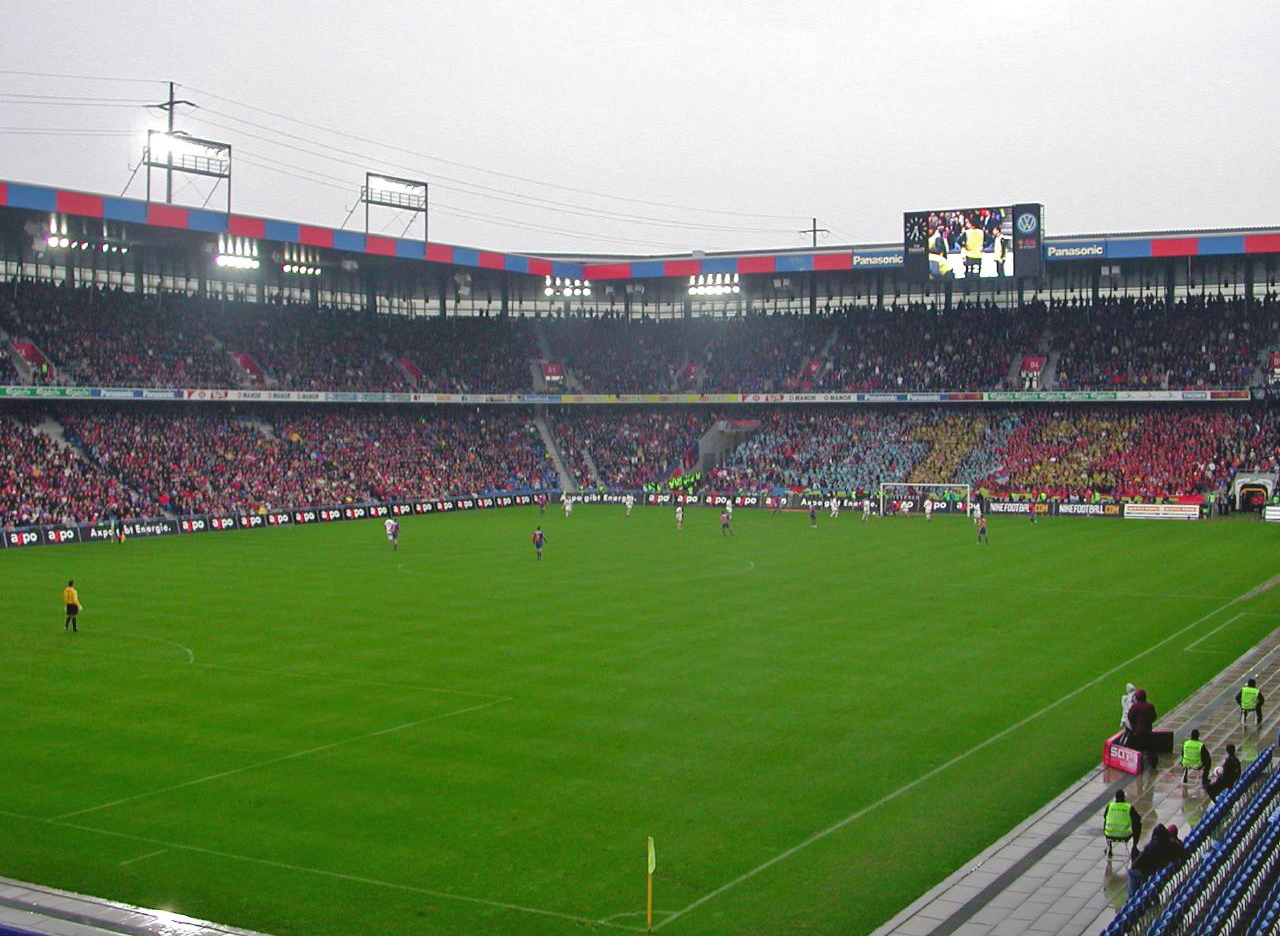
«Санкт-Якоб Парк» (Базель)

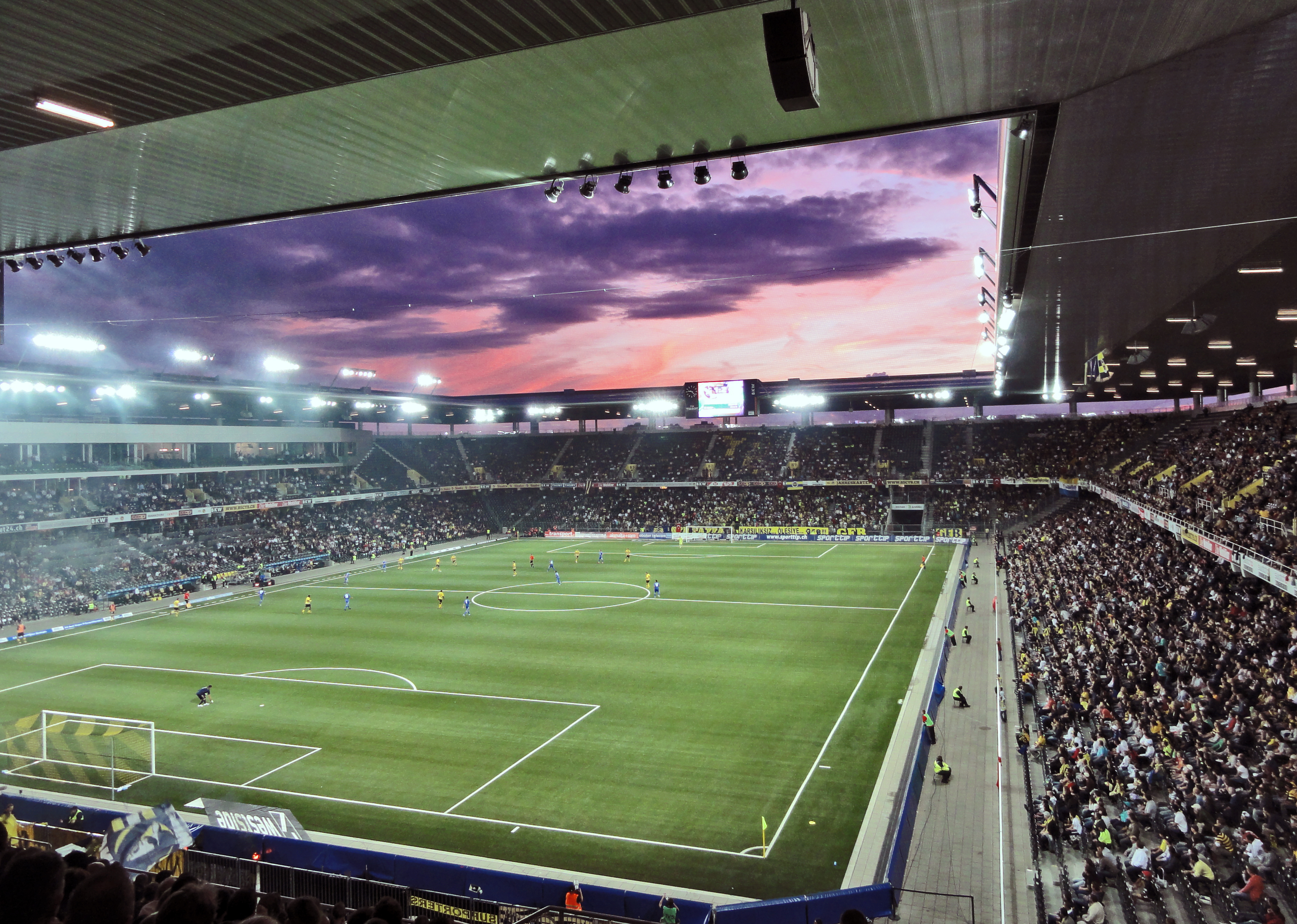
«Стад де Сюис», раньше был известен как «Ванкдорф» (Берн)

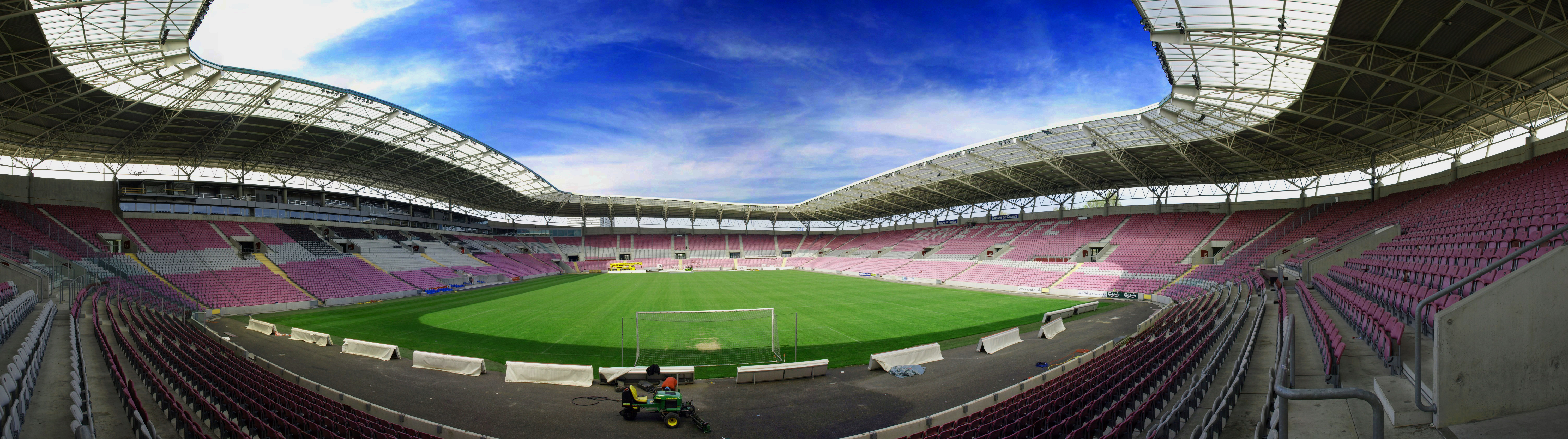
«Стад де Женев» (Ланси)

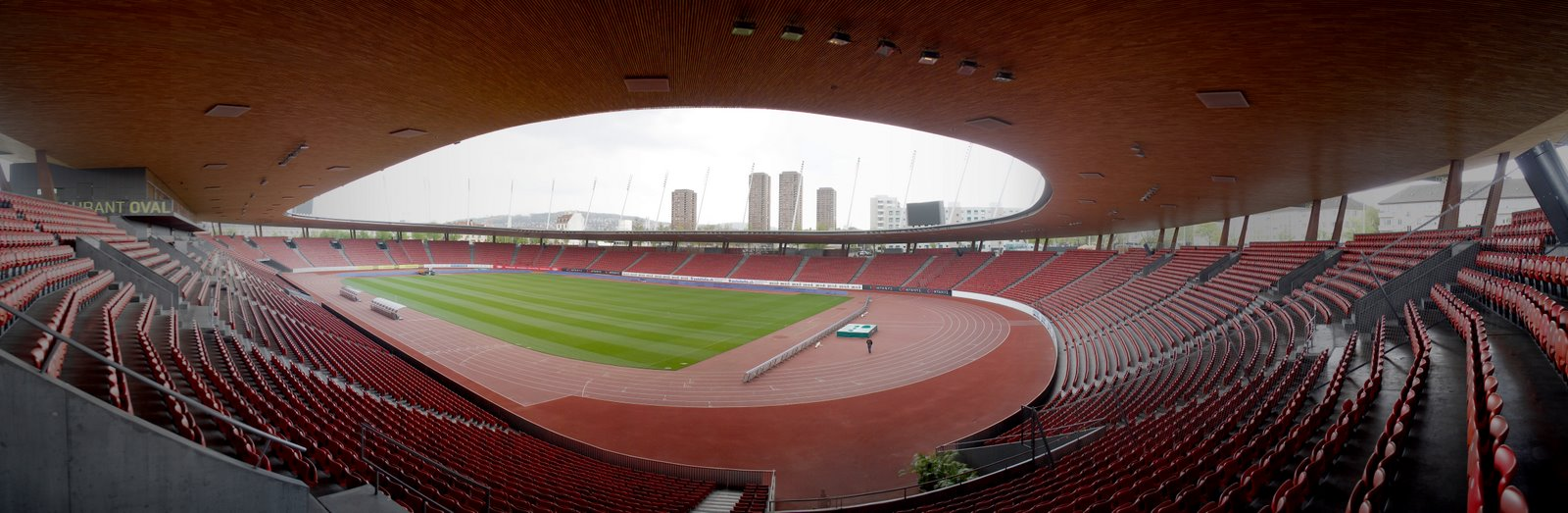
«Летцигрунд» (Цюрих)

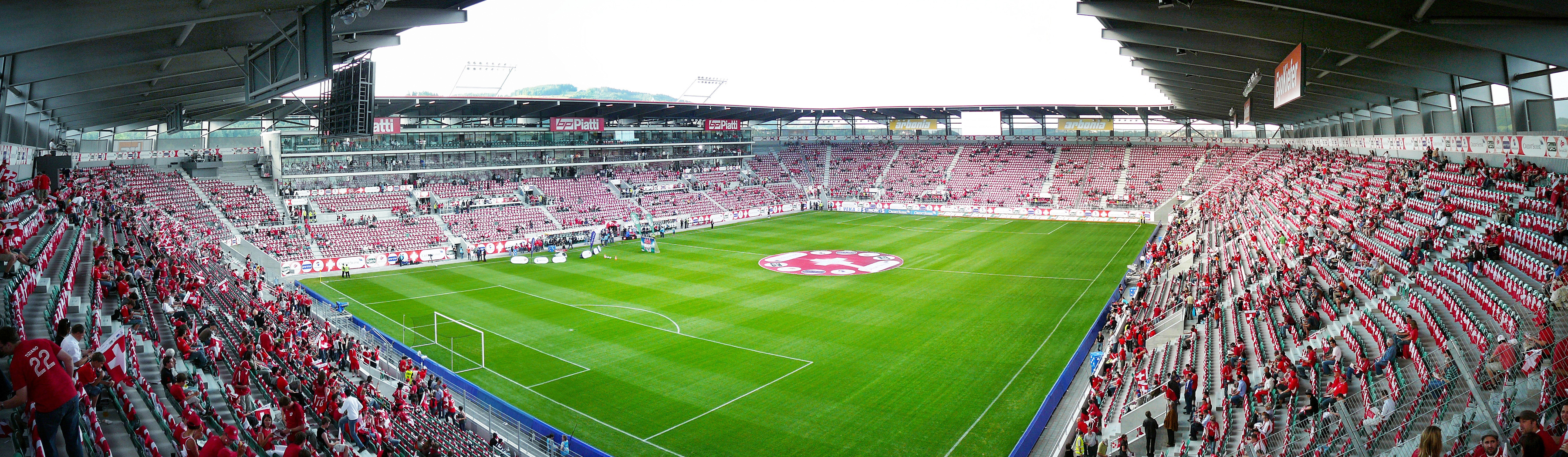
«Кибунпарк» (Санкт-Галлен)

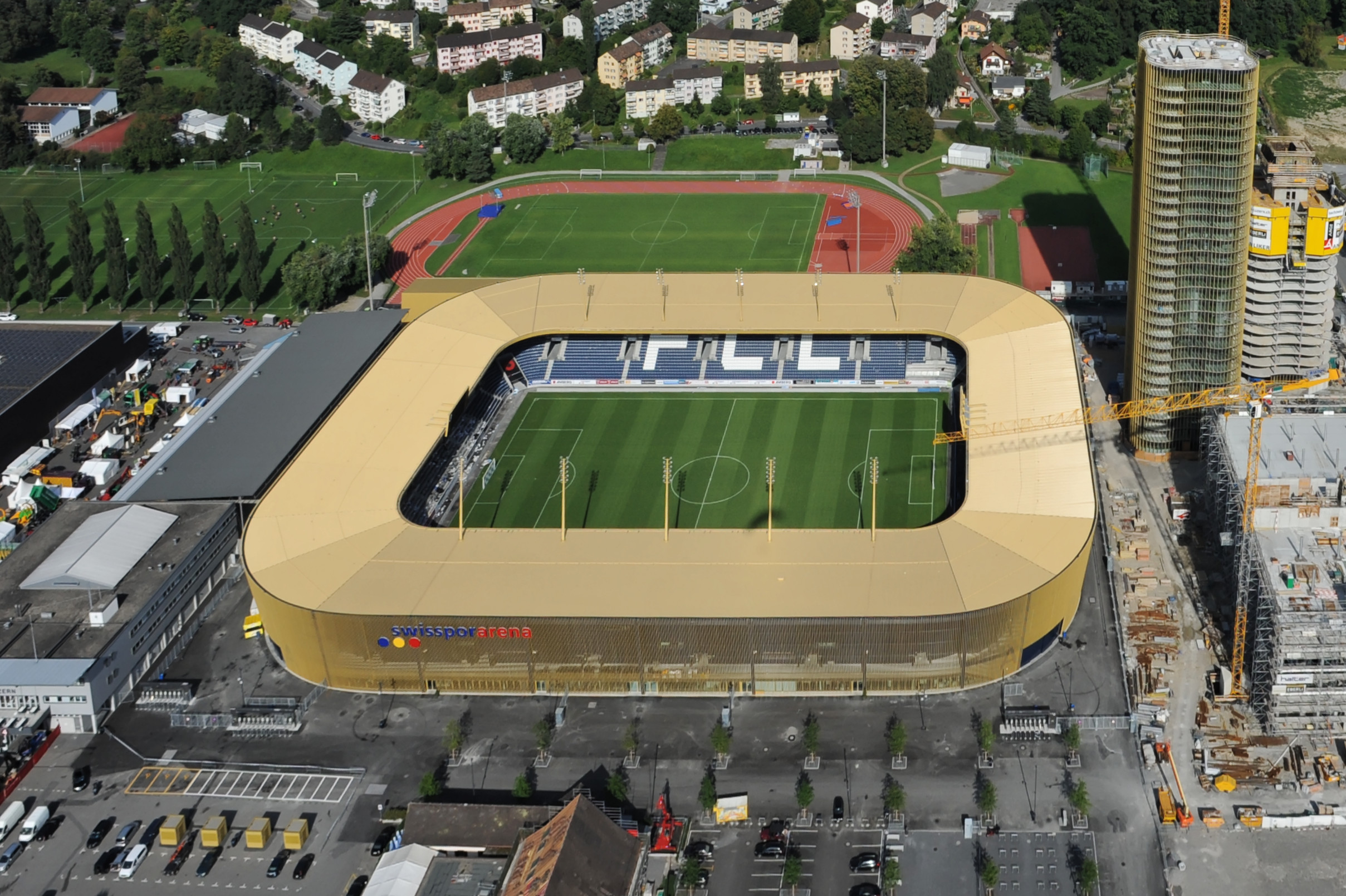
«Свисспорарена» (Люцерн)

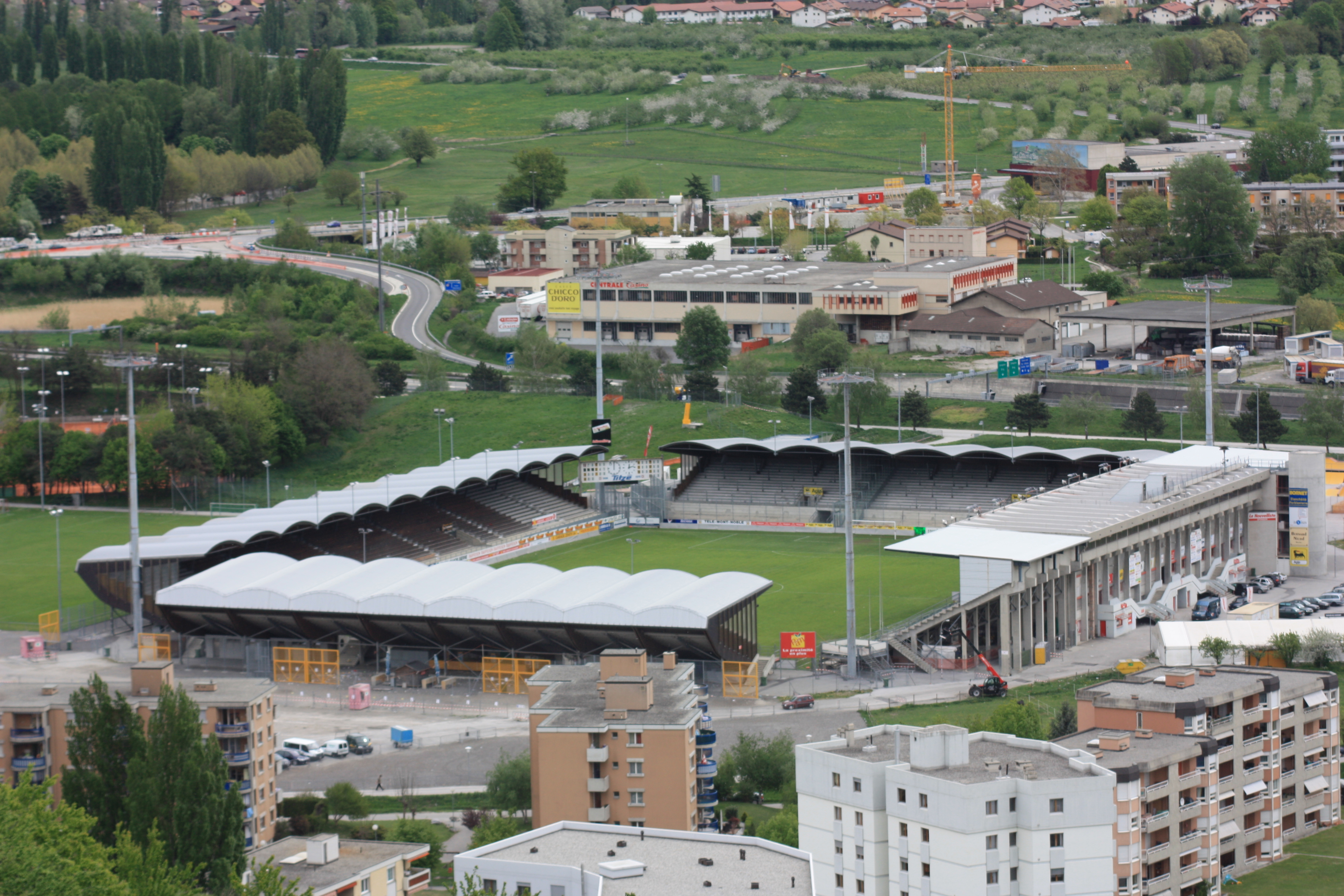
«Турбийон» (Сьон)

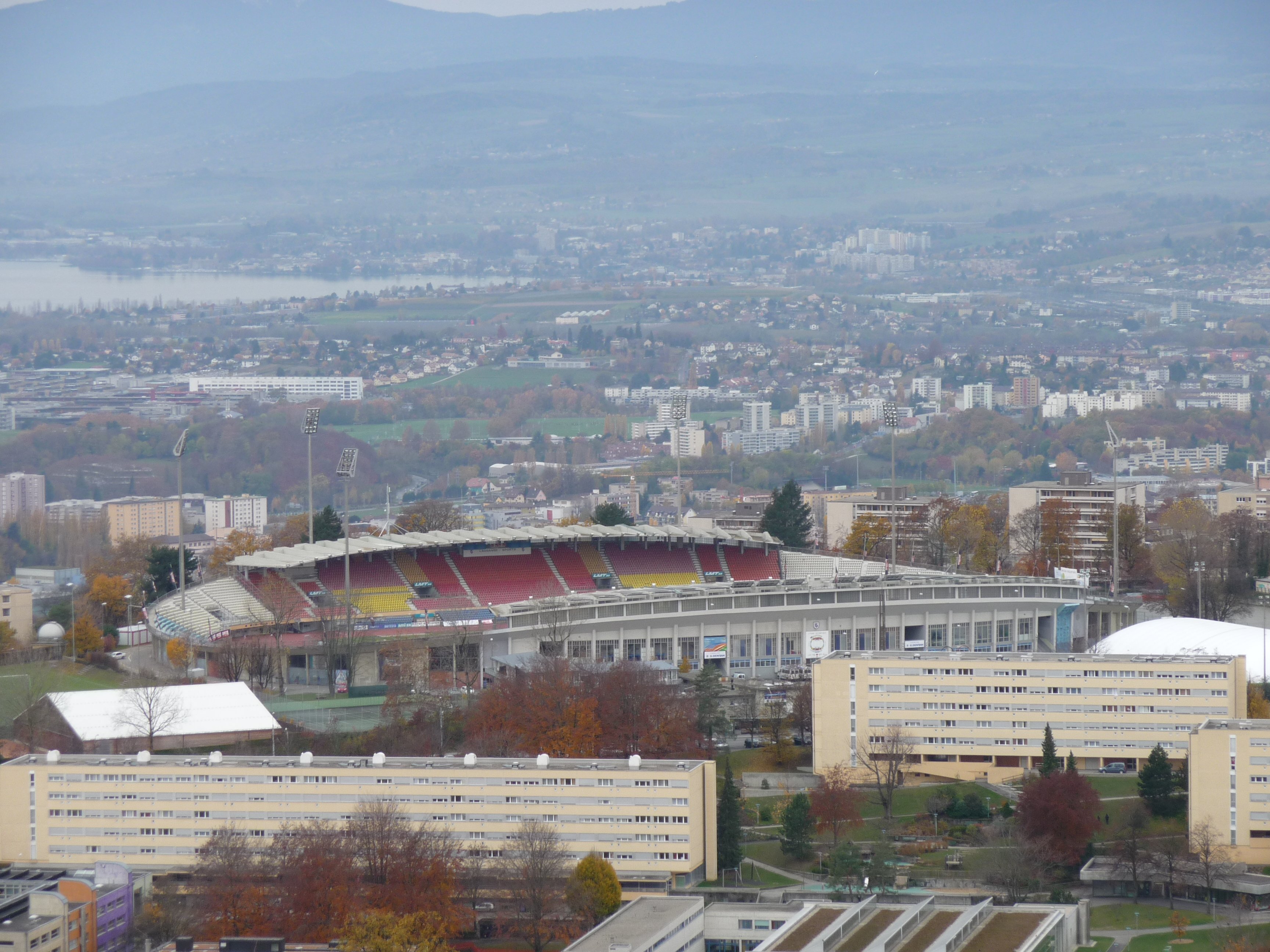
«Олимпик де ла Понтез» (Лозанна)

| #  | Стадион                            | Вместимость | Город          | Команда                 |
| -- | ---------------------------------- | ----------- | -------------- | ----------------------- |
| 1  | «Санкт-Якоб Парк»                  | 38 512      | Базель         | «Базель»                |
| 2  | «Стад де Сюис»                     | 31 783      | Берн           | «Янг Бойз»              |
| 3  | «Стад де Женев»                    | 30 084      | Ланси          | «Серветт»               |
| 4  | «Летцигрунд»                       | 26 104      | Цюрих          | «Цюрих», «Грассхоппер»  |
| 5  | «Кибунпарк»                        | 19 694      | Санкт-Галлен   | «Санкт-Галлен»          |
| 6  | «Свисспорарена»                    | 16 800      | Люцерн         | «Люцерн»                |
| 7  | «Турбийон»                         | 16 263      | Сьон           | «Сьон»                  |
| 8  | «Олимпик де ла Понтез»             | 15 786      | Лозанна        | «Лозанна» «Лозанна Уши» |
| 9  | «Брюль»                            | 15 100      | Гренхен        | «Гренхен»               |
| 10 | «Стадио Корнаредо»                 | 14 873      | Лугано         | «Лугано»                |
| 11 | «Шарье»                            | 12 700      | Ла-Шо-де-Фон   | «Ла-Шо-де-Фон»          |
| 12 | Стад де ля Тюильер                 | 12 544      | Лозанна        | «Лозанна»               |
| 13 | «Стад де ля Маладьер»              | 11 998      | Невшатель      | «Ксамакс»               |
| 14 | «Нойфельд»                         | 11 500      | Берн           | «Берн»                  |
| 15 | «Стадио Комунале»                  | 11 168      | Кьяссо         | «Кьяссо»                |
| 16 | «Лидо»                             | 11 000      | Локарно        | «Локарно»               |
| 17 | «Стокгорн-Арена»                   | 10 398      | Тун            | «Тун»                   |
| 18 | «Шютценвизе»                       | 9 400       | Винтертур      | «Винтертур»             |
| 19 | «Брюгглифельд»                     | 9 249       | Зур            | «Арау»                  |
| 20 | «Лахен»                            | 9 000       | Тун            | «Дюрренаст»             |
|    | Университетский стадион Сен-Леонар | 9 000       | Фрибур         | «Фрибур»                |
| 22 | «Шютценматте»                      | 8 000       | Базель         | «Олд Бойз»              |
| 23 | «Гурцелен»                         | 7 820       | Биль           | «Биль-Бьенн»            |
| 24 | «Брейте»                           | 7 300       | Шаффхаузен     | «Шаффхаузен»            |
| 25 | «Коловрэй»                         | 7 200       | Ньон           | «Ньон»                  |
|    | «Стад де ла Фонтенет»              | 7 200       | Каруж          | «Этуаль»                |
| 27 | «Ранкхоф»                          | 7 000       | Базель         | «Конкордия» «Нордштерн» |
|    | «Эсп»                              | 7 000       | Фислисбах      | «Баден»                 |
| 29 | «Золотурн»                         | 6 750       | Золотурн       | «Золотурн»              |
| 30 | «Мунисипаль»                       | 6 600       | Ивердон-ле-Бен | «Ивердон-Спорт»         |
| 31 | «Спортпарк Бергхольц»              | 6 048       | Виль           | «Виль»                  |
| 32 | «Стадио Комунале»                  | 6 000       | Беллинцона     | «Беллинцона»            |
| 33 | «Эспенмос»                         | 5 700       | Санкт-Галлен   | «Санкт-Галлен»          |
| 34 | «Кляйнфельд»                       | 5 360       | Кринс          | «Кринс»                 |
| 35 | «Ля Бланшери»                      | 5 263       | Делемон        | «Делемон»               |
| 36 | «Тиссо-Арена»                      | 5 200       | Биль           | «Биль-Бьенн»            |
| 37 | «Стад де Булейре»                  | 5 000       | Бюль           | «Бюль»                  |
| 38 | «Герти Аллменд»                    | 4 900       | Цуг            | «Цуг 94», «Хам»         |
| 39 | «Нидерматтен»                      | 4 450       | Волен          | «Волен»                 |
| 40 | Стадион имени Пауля Грюнингера     | 4 200       | Санкт-Галлен   | «Брюль»                 |
| 41 | «Стад де Копе»                     | 4 000       | Веве           | «Веве»                  |

## Проектируемый
- «Цюрих[англ.]» — планируемый многофункциональный стадион в Цюрихе, который станет домашней ареной клубов «Цюрих» и «Грассхоппер», заменив стадион «Хардтурм», закрытый в сентябре 2007 года и снесённый в начале 2009. Вместимость была уменьшена с первоначальных 30 000 мест до 20 000. Предполагаемое название — «Кредит-Суисс-Арена».[2]